# Slobodan Šnajder
Slobodan Šnajder (ur. 8 lipca 1948 w Zagrzebiu) – chorwacki pisarz i publicysta. Jest autorem opowiadań, dramatów i esejów.
Ukończył studia z zakresu filozofii i filologii angielskiej w Zagrzebiu. Był współzałożycielem i redaktorem pisma teatralnego „Prolog”. Pełnił także funkcję redaktora w wydawnictwie Cekade, które wydało jego pierwsze dramaty: Kamov, smrtopi (1978) i Hrvatski Faust (Chorwacki Faust, 1982).
Jego dramat Hrvatski Faust, poświęcony problematyce nacjonalizmu i nienawiści etnicznej w regionie byłej Jugosławii, spotkał się z uznaniem na arenie międzynarodowej.
Odbył dłuższe pobyty za granicą, zwłaszcza w Niemczech, Austrii i Francji. Obecnie mieszka w Zagrzebiu. Współpracuje z dziennikiem „Novi list”. W roku 2017 podpisał Deklarację o wspólnym języku Chorwatów, Serbów, Boszniaków i Czarnogórców.